# 毛利斯奧·賓尼達
毛利斯奧·賓尼達（Mauricio Héctor Pineda，1975年7月13日—）是一名已退役的阿根廷足球員，司職後衛。他曾代表國家隊出戰1998世界盃，也是阿根廷於1996年奧運贏得銀牌的大軍成員。